# Punk Goes Pop 4
Punk Goes Pop 4 è la dodicesima compilation della serie Punk Goes... e la quarta a contenere cover di canzoni pop, pubblicata dalla Fearless Records il 21 novembre 2011. La tracklist contiene 13 tracce ed è stata annunciata in anteprima il 22 settembre sul blog di MTV.

## Tracce
| #   | Titolo                         | Artista                                 | Artista Originale                       | Durata |
| --- | ------------------------------ | --------------------------------------- | --------------------------------------- | ------ |
| 1.  | "Just the Way You Are"         | Pierce the Veil                         | Bruno Mars                              | 3:43   |
| 2.  | "Little Lion Man"              | Tonight Alive                           | Mumford & Sons                          | 3:53   |
| 3.  | "Last Friday Night (T.G.I.F.)" | Woe, Is Me                              | Katy Perry                              | 4:02   |
| 4.  | "Roll Up"                      | The Ready Set featuring Mod Sun         | Wiz Khalifa                             | 3:22   |
| 5.  | "Fuck You!"                    | Sleeping with Sirens                    | Cee Lo Green                            | 3:33   |
| 6.  | "Rolling in the Deep"          | Go Radio                                | Adele                                   | 3:56   |
| 7.  | "You Belong with Me"           | For All Those Sleeping                  | Taylor Swift                            | 3:50   |
| 8.  | "We R Who We R"                | Chunk! No, Captain Chunk!               | Ke$ha                                   | 3:26   |
| 9.  | "Love the Way You Lie"         | A Skylit Drive                          | Eminem featuring Rihanna                | 4:57   |
| 10. | "Yeah 3X"                      | Allstar Weekend                         | Chris Brown                             | 3:58   |
| 11. | "Till the World Ends"          | I See Stars                             | Britney Spears                          | 4:05   |
| 12. | "Runaway"                      | Silverstein featuring Down With Webster | Kanye West featuring Pusha T dei Clipse | 8:44   |
| 13. | "Super Bass"                   | The Downtown Fiction                    | Nicki Minaj                             | 3:37   |